# الكف والمخرز (مسلسل)
الكف والمخرز مسلسل درامى أردني، سيناريو وحوار جميل عواد وإخراج نجدت إسماعيل أنزور، ومن إنتاج شركة دبي للانتاج والخدمات الفنية التابعة لتلفزيون دبي. بطولة نخبة من الممثلين الأردنيين والسوريين، بُث لأول مرة عام 1992م.

## أحداث المسلسل
تدور احداث المسلسل في ثلاثينيات واربعينيات القرن الماضي عن الظلم والاستبداد حيث يحكم القرية رجل من أيام الدولة العثمانية. حيث يتحكم هذا المستبد بقوت الناس وأرزاقهم وهو (أبو صفوح) ويتصدى له شباب من أهل القرية ويطالبون بأجرة لقاء عملهم عنده.ويقوم أبو صفوح بقتل باجس ليدخل السجن وتصبح زوجتة الثالثة نورا المتحكمة باهل القرية والتي تستمر على نهج أبو صفوح في استغلال أهل القرية

## الممثلون
| الممثل        | شخصية          |
| ------------- | -------------- |
| بسام كوسا     | باجس           |
| رشيدة الدجاني | ام وضاح        |
| أنور خليل     | طلاق           |
| نجوى صدقي     | ميثة           |
| نجلاء سحويل   |                |
| جولييت عواد   | ام صفوح (زهور) |
| شفيقة الطل    | ام عاهد        |
| سمر سامي      | نورا           |
| جميل عواد     | أبو صفوح       |
| هشام حمادة    | شلاش           |

- عبد الرحمن أبو القاسم - عوف - أحد رجال أبو صفوح
- احمد مشتهي
- زهير حسن، أبو وضاح
- رشيدة الدجاني، ام وضاح